# MVP 아레나
MVP 아레나(MVP Arena)은 미국 뉴욕주 올버니에 위치한 실내 경기장이다. 과거 AHL 올버니 리버 렛츠와 IHL 올버니 차퍼스의 홈경기장으로 사용했으면, 현재 AHL 올버니 데블스의 홈경기장으로 사용되고 있다.

## WNBA프리시즌 경기
| 날짜            | 팀1         | 스코어  | 팀2         |
| --------------- | ----------- | ------- | ----------- |
| 2019년 5월 19일 | 코네티컷 선 | 98 - 79 | 뉴욕 리버티 |